# 芬利·罗伯逊
芬利·罗伯逊（英語：Finlay Robertson，2002年11月12日—）是一名蘇格蘭職業足球運動員，司職中場，現時效力蘇格蘭足球冠軍聯賽球會邓迪。

## 球會生涯
罗伯逊在11歲便加入邓迪，參加各年齡層青年隊，在16歲生日時簽下首份職業合約。2018/19蘇超球季最後一場比賽，他首次代表球隊上場參加對圣米伦的賽事。2019/20球季，新主教練詹姆斯·麥克帕克把他放進在一隊名單。
雖然他的首個職業球季受到2019冠状病毒影響而提早結束，但在結束前他已是一隊常規成員，曾數次當選比賽最佳球員和該週聯賽最佳陣容，此外他亦當選球會年度最佳年青球員。2020年9月，他與球會續約三年，使他留效至2023年。2021年3月，罗伯逊在訓期間受傷，使他賽季提早結束。
2021年9月24日，他被外借至蘇格蘭甲組足球聯賽球會科夫流浪至2022年1月，他在那上場10次後便回到母會。

## 國家隊生涯
2019年9月，罗伯逊被蘇格蘭U19徵參加兩場對日本U20的比賽。